# ایر سیشل

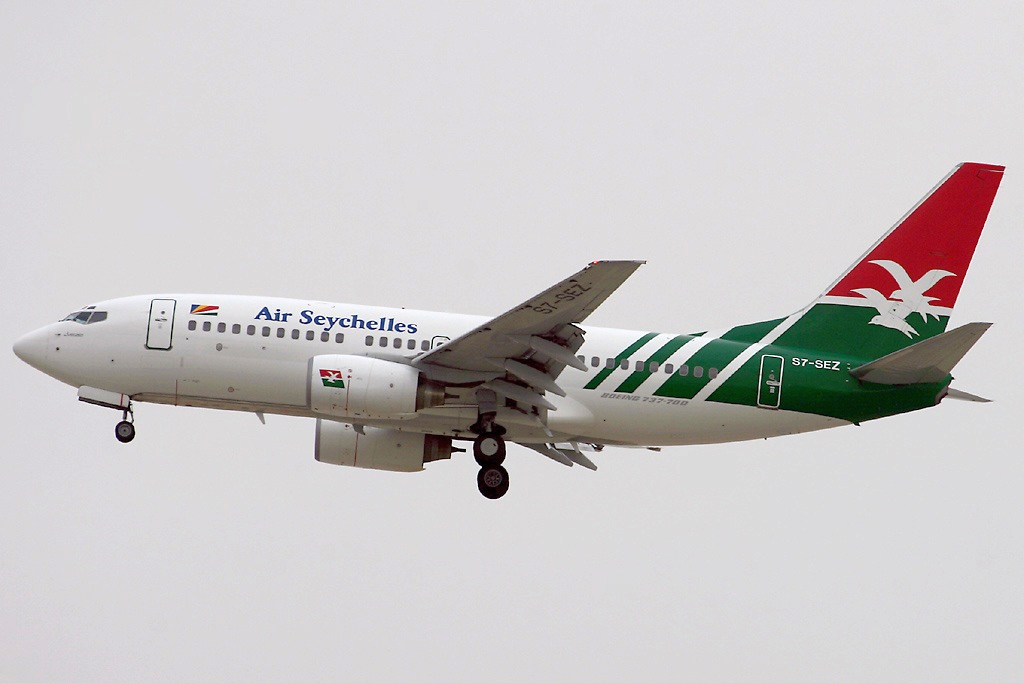
هواپیمای بوئینگ ۷۳۷ متعلق به ایر سیشل

ایر سیشل (انگلیسی: Air Seychelles) شرکت هواپیمایی حامل پرچم سیشل است، که در سال ۱۹۷۷ توسط فرانس آلبرت رنه، تأسیس شد. شرکت ایر سیشل در حال حاضر روزانه به ۱۰ مقصد در اروپا، خاورمیانه، آسیا و آفریقا پروازهای مستقیم دارد. دولت سیشل با در اختیار داشتن ۶۰٪ درصد از سهام و هواپیمایی اتحاد با ۴۰٪ درصد، مالکین اصلی این شرکت بشمار می‌آیند.
دفتر مرکزی شرکت ایر سیشل در شهر ماهه، سیشل قرار دارد و فرودگاه بین‌المللی سیشل، قطب این شرکت هواپیمایی به‌شمار می‌آید. شرکت ایر سیشل در حال حاضر در ناوگان هوایی خود، دارای ۱۱ فروند هواپیمای جت مسافربری می‌باشد.